# Earth Simulator
Earth Simulator fut l'ordinateur le plus puissant du monde de sa mise en route fin 2001 jusqu'en juin 2004,.
Construit par NEC à Yokohama, Japon, il était principalement utilisé dans les domaines de la simulation météorologique et sismologique. C'est un NEC de type SX 6.
Troisième en novembre 2004 et quatrième en août 2005, il a ensuite rapidement perdu des places au classement mondial des supercalculateurs : depuis juin 2006, il a perdu 20 places dans le classement (passant de la 10e à la 30e place en 18 mois). Il n'était plus que le trentième ordinateur le plus puissant du monde en novembre 2007. Il est partiellement démantelé en août 2010, un quart de sa surface étant réutilisée pour installer son successeur, le ES 2, classé 116e supercalculateur mondial en novembre 2015.
Il atteint une puissance de 40 TéraFLOPS alors que le Pentium 4 de 2004 cadencé à 3 GHz ne développe qu’une puissance d'environ 3 GigaFLOPS : le Earth Simulator est donc environ 12 000 fois plus puissant qu'un ordinateur personnel moyen de son époque.
Le Earth Simulator a été au sommet dans le domaine du super calcul, puisque cette machine est restée 1re au top 500 pendant pratiquement trois ans. Elle a aussi été une machine révolutionnaire à plusieurs points de vue: alors que la tendance de l'époque était aux machines massivement parallèles, l'Earth Simulator a remis au goût du jour les architectures vectorielles et a démontré comment le « mélange » d'architecture (SMP+MMP, scalaire + vectoriel) pouvait conduire à la réalisation de machines extrêmement puissantes. L'Earth Simulator a permis également au constructeur NEC de s'imposer comme leader mondial du calcul vectoriel jusqu'en 2007. Cela a été le fruit d'une collaboration internationale, notamment avec la France (CNRS) et les apports de Marie-Alice Foujols, Christian Éthé et Marina Lévy.
Une seconde machine a été installée dans la salle de Earth Simulator, occupant moins du quart de la surface de son prédécesseur : le NEC SX 9. Cette machine a été mise en route en 2009 et est rentrée en 22e place dans le classement mondial. À 122 téraFLOPS, cette machine est environ trois à quatre fois plus puissante que son prédécesseur,.